# Nicholas Mirzoeff

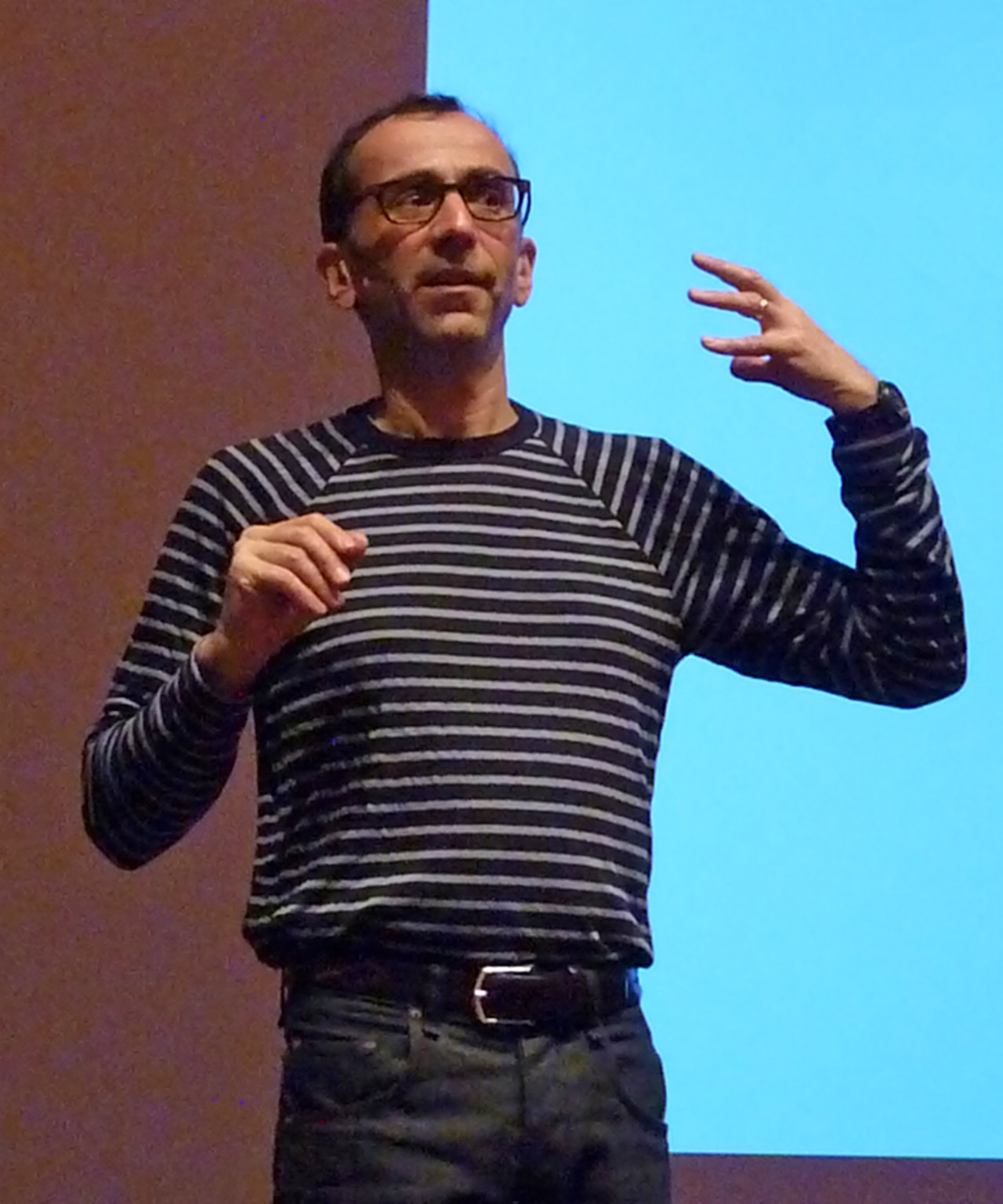
Nicholas Mirzoeff en 2012

Nicholas Mirzoeff es un teórico de la cultura visual y profesor en el Departamento de Medios, Cultura y Comunicación de la Universidad de Nueva York.

## Teórico de la cultura visual
Es conocido por su trabajo en el desarrollo del campo de la cultura visual y por sus numerosos libros y su libro de texto ampliamente utilizado sobre el tema. También es director adjunto de la Asociación Internacional para la Cultura Visual y organizó su primera conferencia en 2012. Mirzoeff tiene una licenciatura de la Universidad de Oxford y estudió su doctorado en la Universidad de Warwick . 
Ha escrito algunos de los libros más relevantes sobre esta materia, entre ellos Una introducción a la cultura visual (Paidós, 2003), Silent Poetry. Deafness, sign language and visual culture in Modern France (1995), The Visual Culture Reader (1998-2002), Watching Babylon: The War in Iraq and Global Visual Culture (2005) y The Right to Look. A Counterhistory of Visuality (2011). Últimamente, trabaja sobre la cultura visual del cambio climático. Colabora activamente con el movimiento “Occupy”.
Nicholas Mirzoeff en su libro Introducción a la cultura visual, trata de acercarse a la descripción y la utilidad de la cultura visual en la sociedad moderna, y al mismo tiempo establecer un concepto general para la definición de la cultura visual. Mirzoeff defiende la cultura visual como la relación entre el espectador y la imagen a la que mira. 
Por ejemplo Nicholas Mirzoeff en su conferencia "El mundo de las estatuas: movilidad, blancura y las infraestructuras de la raza", considera lo que Frantz Fanon llamó el "mundo de las estatuas" colonial. Con esto se refería tanto a la presencia física generalizada de las estatuas y museos coloniales, como a la negativa colonial a permitir la movilidad. Estas estatuas y su conservación de la inmovilidad forman las infraestructuras de la "raza" en forma material. Los desposeídos reclaman movilidad y despliegan su capacidad. Pero para sostener estas afirmaciones, se requieren nuevas infraestructuras: primero de servicios, y luego de lo que Mirzoeff denomina "apariencia", el derecho a aparecer y ser visto como una persona completamente humana.

## Ocupaciones
- 2007-presente: Revista de fotografía y cultura, miembro del comité editorial
- 2005: miembro visitante de la Universidad de Canterbury, Nueva Zelanda
- 2004-2007: British Film Institute Television Classics, miembro del comité editorial
- 2002-presente: Análisis de la situación, miembro de la Junta Editorial
- 2002: miembro visitante del Sterling and Francine Clark Art Institute, Williamstown MA
- 2002: Profesor visitante de la cátedra Leverhulme, Universidad de Nottingham, Reino Unido
- 2001-presente: The Journal of Visual Culture, miembro del comité editorial
- 2001: miembro visitante del Centro de Investigación de Humanidades, Australian National University, Canberra, Australia
- 2001: William Andrews Clark Memorial Library, UCLA, miembro visitante
- 2000-2005: Grupo de cultura visual, fundador y copresidente
- 2000-2005: College Art Association, Junta de Directores.
- 1996: Becario postdoctoral, Instituto de Humanidades, Universidad de Stony Brook
- 1994: Huntington Library, Pasadena, CA, miembro visitante
- 1993: Centro de Arte Británico de Yale, miembro visitante.
- 1992: J. Paul Getty Center, investigador postdoctoral en Historia del Arte y Humanidades.
- 1991: NEH Postdoctoral Fellow, Centro UCLA para Estudios de los Siglos XVII y XVIII

## Premios
- 2006: Beca Steinhardt Challenge

## Publicaciones y bibliografía.
- Cómo ver el mundo (Londres: Pelican, 2015)
- El derecho a mirar: una contrahistoria de la visualidad (Duke University Press, 2011)
- Seinfeld: un estudio crítico de la serie (British Film Institute, 2007)
- Viendo Babilonia: la guerra en Irak y la cultura visual global (Routledge, 2005) traducida al italiano como Guardare la Guerra (Roma: Meltemi, 2005)
- (como editor) Diáspora y cultura visual: representación de africanos y judíos (Londres y Nueva York: Routledge, 2001)
- Una introducción a la Cultura visual (Londres y Nueva York: Routledge, 1999) traducciones al italiano, español, coreano y chino. Segunda edición totalmente revisada, 2008. ISBN 978-0415327596
- (como editor) The Visual Culture Reader (Londres y Nueva York: Routledge, 1998) Segunda edición completamente revisada, 2002. ISBN 978-0415252225
- Bodyscape: Arte, modernidad y la figura ideal (Londres y Nueva York: 1995) traducido al coreano
- Poesía silenciosa: sordera, signos y cultura visual en la Francia moderna (Princeton y Londres: Princeton University Press, 1995)[4]